# Временник Ивана Тимофеева
«Временник по седмой тысящи от сотворения света во осмой в первые лета» или просто «Временник Ивана Тимофеева» — произведение, представляющее собой сборник исторических очерков о Смутном времени. Его приписывают русскому дьяку Ивану Тимофееву. Основная часть «Временника» была написана предположительно в 1610—1617 годах.

## Создание
На полях в единственной сохранившейся рукописи «Временника» сообщается: «Новгородский митрополит Исидор понуждает бывающая предложити писанию дьяка Ивана Тимофеева». Отсюда историки делают вывод, что автором является Иван Тимофеевич Семёнов — дьяк, служивший до 1607 года в Москве, а в 1607—1610 годах — в Новгороде. Он оставался в этом городе и во время шведской оккупации, был близок к Исидору, и тот, зная о начитанности Ивана, примерно в 1616 поручил ему создать повествование об увиденном. После смуты дьяк служил в Астрахани, Ярославле и Нижнем Новгороде и, по-видимому, умер вскоре после 1629 года.
Все доступные данные о том, как создавался «Временник», заключены в его тексте. Исследователи полагают, что отдельные фрагменты книги были написаны Иваном Тимофеевым ещё до приезда в Новгород, а главным толчком к писательству стало не поручение митрополита, а потрясение, вызванное разорением богатого и славного русского города врагами. Эти впечатления заставили дьяка задуматься над смыслом происходящего и начать искать первопричины событий. Основная часть «Временника» предположительно была написана в период с 1610 по 1617 год, во время шведской оккупации. Тимофееву приходилось прятать написанное, работать он мог только урывками — из-за страха перед врагами и коллаборантами и физических лишений. Под влиянием митрополита он начал собирать разрозненные фрагменты в единое целое, перерабатывать весь текст, но при этом оставил изначальную последовательность составных частей «Временника».
Самые поздние записи в книге относятся к 1627—1628 годам.

## Содержание
«Временник» представляет собой подборку очерков, в которых рассказывается об истории Русского царства со времён Ивана Грозного и об авторских размышлениях в связи с описываемыми событиями. При этом полностью закончены только первые четыре главы, в которых речь идёт об Иване Грозном, о пути Бориса Годунова к престолу и о Лжедмитрии I. Главы, посвящённые царствованию Василия Шуйского, явно не прошли литературную обработку. Последняя часть «Временника», «Летописец вкратце» — это сборник черновиков и набросков, составленный, по-видимому, после смерти автора.